# Frederik Nygaard
 Ikke at forveksle med Fredrik Nygaard.
Frederik Sextus Otto Alfred Petersen Nygaard (1. maj 1845 i Holbæk – 29. august 1897) var en dansk præst og historisk forfatter.
Frederik Nygaard var en søn af justitsråd, lic.jur. Christian Poulsen Norbom Petersen og Emilia Scavenia født Ringsted (død 1878). Han blev født i Holbæk, hvor faderen var borgmester, men da hans forældre i hans tidlige barndom blev skilte, fulgte han med moderen til København. Hun giftede sig senere med prokurator K.O.V. Nygaard, ejer af Aldershvile ved Lyngby, og efter ham fik stedsønnen navnet Nygaard.
10 år gammel kom Frederik Nygaard i Metropolitanskolen, 1864 blev han student, 1870 teologisk kandidat. I sin første ungdom havde han modtaget en stærk religiøs påvirkning af pastor Jens Christian Rudolp Frimodt, men som kandidat og præst sluttede han sig afgjort til den grundtvigske kreds.
Kort efter sin eksamen blev han lærer ved Ryslinge Højskole, som da styredes af pastor Johannes Clausen, og 1872 forstander for en nyligt oprettet højskole i Sønderholm ved Nibe. Efter at have virket der i 3 år blev han 1875 residerende kapellan for Karby-Hvidbjerg-Redsted på Mors, 1878 sognepræst for Frøslev-Mollerup på samme ø.
I efteråret 1882 modtog han kaldelse som præst for en i 1875 oprettet valgmenighed i Sønder Nærå på Fyn, der oprindelig var en filialkirke for Ryslinge valgmenighed, men blev anerkendt som selvstændig valgmenighed 28. marts 1882. 1883 fik valgmenigheden i Sønder Nærå et anneks i Odense, væsentlig dannet af en del af dr. Ludvig Nicolaus Helvegs menighed; i den første tid holdt Odensekredsen sine gudstjenester i højskolehjemmets sal, men 19. december 1886 fik den sin egen kirkebygning indviet.
Nygaard var en nidkær og livlig præst, der læste meget og var vel oplagt til boglig syssel. Foruden en stor mængde bladartikler har han efterladt sig en ikke lille række, til dels ret udførlige, biografiske skildringer af Thomas Thaarup (1878), Peder Kjellerup Algreen og Joseph Christian Sørensen (1883), Edvard Storm (1886), Frederik Sneedorff (1893), Christen Kold (I-II, 1895) og Jacob Christian Lindberg (1897), et par bidrag til N.F.S. Grundtvigs biografi og 2 Rejseminder (Luthers Venner, kirkehistoriske Nutidsskitser fra Vesttyskland og Elsass, 1892, og Mellem Protestanter og Katholikker, Skitser fra Kirkelivet i Tyskland og Elsass, 1893).
Hans betydeligste arbejde er dog hans skildring af den fynske opvækkelse (1897), der skulle danne indledningen til et større værk om Kristenliv i Danmark gjennem 100 Aar (1741-1840). Inden det blev fuldendt, døde han.
Han var 2 gange gift: 1. (1871) med Elise Henriette født Christiansen (død 1885), datter af toldkontrollør Chr. Christiansen; 2. (1887) med Øllegaard født Refslund, datter af gårdejer Chr. Refslund i Sønderjylland.